# Томас и другари: Велико откриће
Томас и другари: Велико откриће (енгл. Thomas & Friends: The Great Discovery) британско је Дечји филм из 2008. године, написао и режирао Стив Асквит, а продуцирали Олкрофт и Сајмон Спенсер. То је филм Томас и другари у франшизи. У филму глуме Пирс Броснан.

## Улоге
| Лик        | Оригинални глас |
| ---------- | --------------- |
| Приповедач | Пирс Броснан    |